# Hô hấp carbon
Hô hấp carbon (còn gọi là phát thải carbon và giải phóng carbon) được sử dụng kết hợp với cố định carbon để đánh giá thông lượng carbon (như CO2) giữa carbon trong khí quyển và chu trình carbon toàn cầu

## Quy trình cơ bản
Carbon được giải phóng vào khí quyển thông qua việc đốt nhiên liệu hóa thạch, hô hấp hữu cơ, đốt gỗ và phun trào núi lửa. Sự hấp thu carbon từ khí quyển xảy ra thông qua quá trình hòa tan carbon vào đại dương, quang hợp và lưu trữ carbon do các dạng khác nhau như than bùn, tích tụ dầu mỏ và hình thành các khoáng chất như than đá và đồng. Nó cũng xảy ra khi carbohydrate được thay đổi thành carbon dioxide.

## Tỷ lệ thông lượng carbon

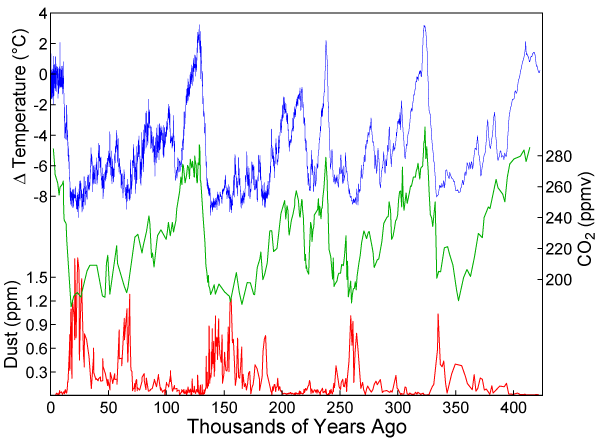
Đồ thị CO2, nhiệt độ và nồng độ bụi đo được từ lõi băng Vostok, Nam Cực như báo cáo của Petit và cộng sự, 1999.

Việc tính toán chênh lệch ròng hàng năm giữa giải phóng carbon và lưu trữ carbon tạo thành tỷ lệ tích lũy carbon trong khí quyển toàn cầu hàng năm. Sử dụng phương pháp này, tỷ lệ thông lượng carbon hàng năm đã được tính toán là gần bằng không. Điều này có nghĩa là tốc độ hô hấp carbon và tốc độ lưu trữ carbon cân bằng khi tạo ra ước tính toàn cầu về con số này.
Thông lượng carbon ròng hàng năm đã được tính toán gần bằng 0, ngụ ý việc giải phóng carbon và tỷ lệ cố định carbon gần như cân bằng trên toàn thế giới. Phát hiện này trái ngược với việc đo nồng độ carbon dioxide trong khí quyển, một dấu hiệu quan trọng cho thấy sự cân bằng bị nghiêng về phía khí thải. Sử dụng dữ liệu này, nồng độ trong khí quyển dường như đã tăng nhanh trong 100 năm qua và hiện đang cao hơn bao giờ hết trong lịch sử loài người, cho thấy rằng lượng carbon được giải phóng nhiều hơn mức có thể được hấp thụ trên trái đất.